# Barver
Barver er en kommune i i Landkreis Diepholz i den tyske delstat Niedersachsen

## Geografi
Barver ligger nord for Naturpark Dümmer og Naturpark Rehdener Geestmoor og syd for Naturpark Wildeshauser Geest, cirka midt mellem Bremen mod nord og Osnabrück mod sydvest. Byen ligger nordøst for Kellenberg og ved vestbredden af Wagenfelder Aue, en sydøstlig biflod til Hunte.

## Historie
Barver nævnes første gang i 1219.